# Duparquetia orchidacea
Duparquetia es un género monotípico de leguminosas con una única especie: Duparquetia orchidacea, es originaria de África. Es el único miembro de la subtribu Duparquetiinae.

## Descripción
Es una planta trepadora leñosa, que alcanza un tamaño de 2 m de largo, o un pequeño árbol que llega  a 8 m de altura.

## Ecología
Se encuentra en la sabana en la regeneración del bosque con Musanga, y bancales de los arroyo, matorral costero, son localmente comunes; a una altitud de 1-550 metros.
Este género presenta características particulares en cuanto a su morfología y desarrollo floral: un cáliz de cuatro sépalos y un androceo de cuatro estambres lo que las separa netamente de las restantes fabáceas. El clado está representado por un género monotípico, cuya única especie se denomina Duparquetia orchidace y se distribuye por África tropical.

## Taxonomía
Duparquetia orchidacea fue descrita por Henri Ernest Baillon y publicado en Adansonia 6: 189, pl. 4. 1865.
Sinonimia
- Oligostemon pictus Benth.[4]